# ミカエル・パジ
ミカエル・パジ（フランス語: Mickaël Pagis、1973年8月17日 - ）は、フランスの元サッカー選手。ビーチサッカーフランス代表。サッカー選手としてのポジションはFW。
彼の名前とmagistral（フランス語で「熟練の」の意）、季節風のミストラルやフレデリック・ミストラルに肖ってパジストラル（Pagistral）との愛称がつけられている。

## クラブ歴
スタッド・ラヴァルで選手となった。ガゼレク・アジャクシオを経てニーム・オリンピックに完全移籍。ニーム時代にはディヴィジョン・ドゥ得点王に輝いた。その後FCソショーに完全移籍し、2004年にRCストラスブールに加入。2004-05シーズンも多数の得点を記録しクラブの得点王となった。
2006年にオリンピック・マルセイユに完全移籍。2007年にスタッド・レンヌに完全移籍。2008年10月5日の試合ではオリンピック・リヨンからハットトリックを記録した。

## 代表歴
サッカー選手引退後にビーチサッカーの代表として出場、ロシア代表からハットトリックを記録した。

## タイトル

### クラブ
ニーム・オリンピック
- ディヴィジョン・ドゥ: 2000-01

ソショー
- クープ・ドゥ・ラ・リーグ: 2003-04

ストラスブール
- クープ・ドゥ・ラ・リーグ: 2004-05

### 個人
- ディヴィジョン・ドゥ最優秀選手賞: 1999-00
- ディヴィジョン・ドゥ得点王: 1999-00